# هیساناگا شیمازو
هیساناگا شیمازو (به ژاپنی: 島津 久永 しまづ ひさなが); ۲۹ مارس ۱۹۳۴ –) همسر تاکاکو شیمازو دختر امپراتور ژاپن هیروهیتو اهل ژاپن بود. او تنها یک فرزند به نام یوشهیسا شیمازو ja:島津禎久 داشت.